# 格菲斯
格菲斯是奥地利福拉尔贝格州费尔德基希县的一个市镇。总面积9.05平方公里，总人口2980人，人口密度329.3人/平方公里（2005年）。